# FK Dinamo Barnaoul
Maillots
Le Dinamo Barnaoul (russe : «Динамо-Барнаул») est un club de football russe fondé en 1957 et basé à Barnaoul.
Il évolue en quatrième division russe depuis la saison 2023-2024.

## Histoire

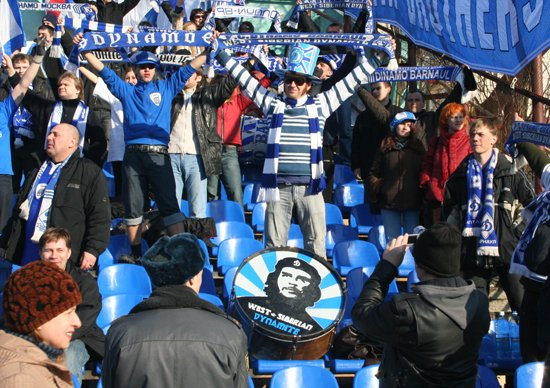
Supporters du Dinamo en 2005.

Fondé en 1957 sous le nom Ourojaï avant de devenir le Temp en 1960, le club intègre directement la deuxième division soviétique dès sa création, évoluant dans les groupes de l'Extrême-Orient. Il est finalement relégué à l'occasion de la création troisième division en 1963, où il se démarque rapidement comme une des meilleures équipes terminant deux fois premier de son groupe la même année puis en 1964, mais échouant à chaque fois à la promotion lors des phases finales. Il retrouve finalement le deuxième échelon à l'issue de la saison 1965, profitant de l'augmentation du nombre d'équipes participantes à ce dernier malgré une troisième dans le sixième groupe de la RSFS de Russie.
Passant quatre saisons en deuxième division, le club se maintient principalement dans le milieu de classement des différents sous-groupes auquel il est assigné. Il adopte l'appellation Dinamo en 1969, année qui le voit également terminer avant-dernier du groupe 2 et quitter définitivement le deuxième échelon soviétique. Les années qui suivent voient l'équipe devenir un habitué de la troisième division où il termine fréquemment dans les premières places des zones extrême-orientales, remportant notamment la cinquième zone en 1974 et la quatrième en 1980 et 1981, mais échouant à chaque fois lors des phases finales de promotion.
Après la dissolution de l'Union soviétique en 1991, le Dinamo est directement intégré au sein de la nouvelle deuxième division russe pour la 1992. Il ne s'y maintient cependant que deux saisons, étant relégué au troisième échelon dès 1993 à la suite de la réduction du nombre d'équipes. Assigné aux groupes Sibérie puis Est, il y devient dans un premier temps un club de milieu de classement avant de prendre régulièrement les premières places à partir de la saison 2002 pour finalement l'emporter en 2007 pour retrouver la deuxième division après quinze années d'absence. Rapidement largué au classement, il échoue cependant à se maintenir à ce niveau et redescend à l'issue de l'exercice 2008.
Après son retour au troisième échelon, des problèmes de dettes à l'issue de la saison 2012-2013 entraînent la relégation administrative du club en quatrième division et la perte de son statut professionnel pour la première fois de son histoire,. Après une année au niveau amateur, il parvient à obtenir une licence professionnelle et fait son retour au troisième niveau dès la saison 2014-2015.

## Bilan sportif

### Palmarès
| Période russe | Période soviétique |
| - Coupe de Russie - Seizièmes de finale : 2018. - Championnat de Russie de D2 (1) - Douzième : 1992. - Championnat de Russie de D3 - Vainqueur de groupe : 2007. | - Coupe d'Union soviétique - Seizièmes de finale : 1966, 1988 et 1991. - Championnat d'Union soviétique de D2 - Troisième : 1958. - Championnat d'Union soviétique de D3 - Vainqueur de groupe : 1963, 1964, 1974, 1980 et 1981. |

### Classements en championnat
La frise ci-dessous résume les classements successifs du club en championnat d'Union soviétique.
La frise ci-dessous résume les classements successifs du club en championnat de Russie.

### Bilan par saison
Légende
- Promotion en division supérieure
- Relégation en division inférieure

#### Période soviétique
| Saison | Championnat       | Championnat | Championnat | Championnat | Championnat | Championnat | Championnat | Championnat | Championnat | Championnat | Coupe d'URSS          |
| Saison | Division          | Pos         | Pts         | J           | V           | N           | D           | BP          | BC          | Diff        | Coupe d'URSS          |
| ------ | ----------------- | ----------- | ----------- | ----------- | ----------- | ----------- | ----------- | ----------- | ----------- | ----------- | --------------------- |
| 1957   | 2e Extrême-Orient | 12e         | 14          | 22          | 5           | 4           | 13          | 30          | 40          | -10         | Quarts de finale Q    |
| 1958   | 2e Zone 6         | 3e          | 33          | 26          | 14          | 5           | 7           | 47          | 32          | +15         | Demi-finales Q        |
| 1959   | 2e Zone 7         | 8e          | 25          | 26          | 11          | 3           | 12          | 43          | 39          | +4          | —                     |
| 1960   | 2e Russie 5       | 4e          | 34          | 26          | 14          | 6           | 6           | 58          | 37          | +21         | Finale Q              |
| 1961   | 2e Russie 6       | 4e          | 30          | 24          | 12          | 6           | 6           | 41          | 33          | +8          | Finale Q              |
| 1962   | 2e Russie 5       | 5e          | 31          | 28          | 14          | 3           | 11          | 51          | 34          | +17         | Demi-finales Q        |
| 1963   | 3e Russie 5       | 1er         | 41          | 28          | 19          | 3           | 6           | 66          | 32          | +34         | Finale Q              |
| 1964   | 3e Russie 6       | 1er         | 45          | 34          | 17          | 11          | 6           | 59          | 34          | +25         | Huitièmes de finale Q |
| 1965   | 3e Russie 6       | 3e          | 46          | 36          | 18          | 10          | 8           | 44          | 35          | +9          | —                     |
| 1966   | 2e Groupe 3       | 10e         | 33          | 34          | 12          | 9           | 13          | 37          | 34          | +4          | 32es de finale        |
| 1967   | 2e Groupe 3       | 9e          | 35          | 36          | 11          | 13          | 12          | 35          | 30          | +5          | Seizièmes de finale   |
| 1968   | 2e Groupe 4       | 10e         | 42          | 40          | 13          | 16          | 11          | 35          | 26          | +9          | 64es de finale        |
| 1969   | 2e Groupe 2       | 23e         | 25          | 34          | 9           | 7           | 18          | 30          | 41          | -11         | 64es de finale        |
| 1970   | 3e Zone 3         | 9e          | 45          | 42          | 17          | 11          | 14          | 60          | 44          | +16         | 128es de finale       |
| 1971   | 3e Zone 6         | 8e          | 55          | 38          | 16          | 7           | 15          | 53          | 44          | +9          | —                     |
| 1972   | 3e Zone 6         | 5e          | 57          | 36          | 17          | 6           | 13          | 45          | 32          | +13         | —                     |
| 1973   | 3e Zone 7         | 2e          | 33          | 30          | 16          | 6           | 8           | 44          | 28          | +16         | —                     |
| 1974   | 3e Zone 5         | 1er         | 47          | 34          | 18          | 11          | 5           | 60          | 22          | +38         | —                     |
| 1975   | 3e Zone 5         | 9e          | 35          | 34          | 15          | 5           | 14          | 46          | 37          | +9          | —                     |
| 1976   | 3e Zone 5         | 3e          | 43          | 34          | 16          | 11          | 7           | 42          | 32          | +10         | —                     |
| 1977   | 3e Zone 6         | 8e          | 42          | 38          | 15          | 12          | 11          | 43          | 36          | +7          | —                     |
| 1978   | 3e Zone 6         | 6e          | 44          | 40          | 17          | 10          | 13          | 44          | 43          | +1          | —                     |
| 1979   | 3e Zone 6         | 7e          | 50          | 40          | 19          | 12          | 9           | 65          | 43          | +22         | —                     |
| 1980   | 3e Zone 4         | 1er         | 67          | 44          | 28          | 11          | 5           | 64          | 29          | +35         | —                     |
| 1981   | 3e Zone 4         | 1er         | 46          | 32          | 20          | 6           | 6           | 52          | 22          | +30         | Phase de groupes      |
| 1982   | 3e Zone 4         | 12e         | 25          | 28          | 9           | 7           | 12          | 29          | 32          | -3          | —                     |
| 1983   | 3e Zone 4         | 4e          | 30          | 26          | 15          | 0           | 11          | 43          | 37          | +6          | —                     |
| 1984   | 3e Zone 4         | 6e          | 29          | 26          | 11          | 7           | 8           | 48          | 36          | +12         | —                     |
| 1985   | 3e Zone 4         | 7e          | 30          | 26          | 12          | 6           | 8           | 41          | 31          | +10         | —                     |
| 1986   | 3e Zone 4         | 3e          | 34          | 26          | 14          | 6           | 6           | 53          | 26          | +27         | —                     |
| 1987   | 3e Zone 4         | 4e          | 35          | 28          | 13          | 9           | 6           | 50          | 24          | +26         | —                     |
| 1988   | 3e Zone 4         | 6e          | 34          | 30          | 11          | 12          | 7           | 39          | 27          | +12         | 64es de finale        |
| 1989   | 3e Zone 4         | 3e          | 45          | 36          | 20          | 5           | 11          | 61          | 33          | +28         | Seizièmes de finale   |
| 1990   | 3e Est            | 13e         | 39          | 42          | 18          | 3           | 21          | 51          | 56          | -5          | —                     |
| 1991   | 3e Est            | 15e         | 42          | 42          | 15          | 12          | 15          | 60          | 64          | -4          | 64es de finale        |
| 1991   | 3e Est            | 15e         | 42          | 42          | 15          | 12          | 15          | 60          | 64          | -4          | Seizièmes de finale   |

#### Période russe
| Saison    | Championnat | Championnat | Championnat | Championnat | Championnat | Championnat | Championnat | Championnat | Championnat | Championnat | Coupe de Russie     |
| Saison    | Division    | Pos         | Pts         | J           | V           | N           | D           | BP          | BC          | Diff        | Coupe de Russie     |
| --------- | ----------- | ----------- | ----------- | ----------- | ----------- | ----------- | ----------- | ----------- | ----------- | ----------- | ------------------- |
| 1992      | 2e Est      | 12e         | 25          | 30          | 10          | 5           | 15          | 26          | 36          | -10         | —                   |
| 1993      | 2e Est      | 13e         | 23          | 30          | 9           | 5           | 16          | 47          | 56          | -9          | 128es de finale     |
| 1994      | 3e Sibérie  | 4e          | 27          | 22          | 11          | 5           | 6           | 21          | 18          | +3          | —                   |
| 1995      | 3e Est      | 2e          | 70          | 34          | 21          | 7           | 6           | 55          | 27          | +28         | 64es de finale      |
| 1996      | 3e Est      | 10e         | 42          | 30          | 12          | 6           | 12          | 36          | 24          | +12         | —                   |
| 1997      | 3e Est      | 5e          | 57          | 34          | 17          | 6           | 11          | 51          | 35          | +16         | 256es de finale     |
| 1998      | 3e Est      | 9e          | 39          | 30          | 11          | 6           | 13          | 37          | 34          | +3          | 64es de finale      |
| 1999      | 3e Est      | 9e          | 45          | 30          | 13          | 6           | 11          | 40          | 34          | +6          | 128es de finale     |
| 2000      | 3e Est      | 11e         | 22          | 24          | 6           | 4           | 14          | 25          | 37          | -12         | Tour préliminaire   |
| 2001      | 3e Est      | 10e         | 32          | 28          | 10          | 2           | 16          | 34          | 38          | -4          | 256es de finale     |
| 2002      | 3e Est      | 4e          | 56          | 30          | 16          | 8           | 6           | 46          | 27          | +19         | 64es de finale      |
| 2003      | 3e Est      | 2e          | 47          | 24          | 15          | 2           | 7           | 41          | 22          | +19         | 64es de finale      |
| 2004      | 3e Est      | 3e          | 47          | 27          | 14          | 5           | 8           | 48          | 30          | +18         | 256es de finale     |
| 2005      | 3e Est      | 3e          | 64          | 30          | 19          | 7           | 4           | 54          | 21          | +33         | 128es de finale     |
| 2006      | 3e Est      | 4e          | 59          | 36          | 17          | 8           | 11          | 51          | 38          | +13         | 32es de finale      |
| 2007      | 3e Est      | 1er         | 63          | 30          | 19          | 6           | 5           | 67          | 17          | +50         | 256es de finale     |
| 2008      | 2e          | 20e         | 27          | 42          | 6           | 9           | 27          | 31          | 80          | -59         | 64es de finale      |
| 2009      | 3e Est      | 2e          | 52          | 27          | 16          | 4           | 7           | 41          | 28          | +13         | 32es de finale      |
| 2010      | 3e Est      | 4e          | 48          | 30          | 14          | 6           | 10          | 48          | 42          | +6          | 32es de finale      |
| 2011-2012 | 3e Est      | 5e          | 56          | 36          | 14          | 14          | 8           | 54          | 41          | +13         | 64es de finale      |
| 2011-2012 | 3e Est      | 5e          | 56          | 36          | 14          | 14          | 8           | 54          | 41          | +13         | 128es de finale     |
| 2012-2013 | 3e Est      | 6e          | 37          | 30          | 9           | 10          | 11          | 41          | 44          | -3          | 64es de finale      |
| 2013      | 4e Sibérie  | 8e          | 15          | 11          | 5           | 0           | 6           | 27          | 18          | +9          | —                   |
| 2014-2015 | 3e Est      | 6e          | 34          | 24          | 10          | 4           | 10          | 43          | 39          | +4          | 256es de finale     |
| 2015-2016 | 3e Est      | 4e          | 31          | 24          | 7           | 10          | 7           | 33          | 29          | +4          | 32es de finale      |
| 2016-2017 | 3e Est      | 2e          | 38          | 20          | 12          | 2           | 6           | 28          | 26          | +2          | 32es de finale      |
| 2017-2018 | 3e Est      | 3e          | 29          | 20          | 7           | 8           | 5           | 18          | 18          | 0           | 64es de finale      |
| 2018-2019 | 3e Est      | 4e          | 20          | 20          | 4           | 8           | 8           | 20          | 27          | -7          | Seizièmes de finale |
| 2019-2020 | 3e Est      | 5e          | 11          | 11          | 3           | 2           | 6           | 8           | 15          | -7          | 64es de finale      |
| 2020-2021 | 3e Groupe 4 | 7e          | 44          | 28          | 14          | 2           | 12          | 33          | 38          | -5          | 128es de finale     |
| 2021-2022 | 3e Groupe 4 | 12e         | 26          | 28          | 7           | 5           | 16          | 29          | 42          | -13         | Phase de groupes    |
| 2022-2023 | 3e Groupe 4 | 7e          | 26          | 15          | 8           | 2           | 5           | 30          | 24          | +6          | 256es de finale     |
| 2023      | 4e Groupe 4 | 7e          | 17          | 16          | 4           | 5           | 7           | 28          | 29          | -1          | 64es de finale      |
| 2024      | 4e Groupe 4 | 10e         | 27          | 26          | 7           | 6           | 13          | 29          | 43          | -14         | 256es de finale     |

## Entraîneurs
La liste suivante présente les différents entraîneurs du club depuis 1957.
- Vassili Fomitchiov (1957-1969)
- Anatoli Rodionov (1970-1971)
- Ievgueni Baïkov (1972)
- Stanislav Kaminski (1973-1975)
- Vladimir Markine (1976)
- Vladimir Skoritchenko (1977-1978)
- Vassili Fomitchiov (1979-1985)
- Stanislav Kaminski (1986-1987)
- Viktor Volynkine (1988)
- Boris Khomenko (1988-1991)
- Viktor Volynkine (1991-1992)
- Stanislav Kaminski (1993-1994)
- Aleksandr Gostenine (1995-1998)
- Vladimir Vorjev (1999)
- Viktor Volynkine (1999-2000)
- Vladimir Kobzev (2001-2004)
- Vladislav Sosnov (2004-2005)
- Aleksandr Dorofeïev (2005-2008)
- Guennadi Morozov (2008)
- Sergueï Iromachvili (2008-2012)
- Guennadi Bondarouk (2012)
- Mikhaïl Poutintsev (2013)
- Stanislav Karinguine (2013-2014)
- Aleksandr Sourovtsev (2014)
- Andreï Arefine (2014-2015)
- Aleksandr Sourovtsev (2015)
- Oleg Iakovlev (2015-2016)
- Sergueï Chichkine (2016-2019)
- Aleksandr Sourovtsev (2019-)